# 西日本ジェイアールバスサービス
西日本ジェイアールバスサービス株式会社（にしにほんジェイアールバスサービス、英文社名：WEST JAPAN JR BUS SERVICE COMPANY）は、大阪府大阪市此花区に本社を置く西日本ジェイアールバスの子会社。親会社と共に西日本旅客鉄道（JR西日本）グループに所属する。日本バス協会、全国旅行業協会加盟事業者。

## 概要
2015年10月1日付で西日本バスネットサービスから新設分割される形で会社設立。翌2016年1月、本社を大阪府大阪市北区豊崎6丁目2番31号から現在地へ移転。
貸切バスの運行のほか、バスの洗車や清掃、給油、誘導などのバス事業付帯業務を担う。
貸切バス車両は、全11両が安治川事業所に所属している。

## 事業所
出典：公式サイト「会社情報 - 会社概要」
- 本社・安治川事業所：大阪府大阪市此花区北港一丁目3番23号（西日本JRバス本社・大阪高速管理所と同位置）
- 豊崎事業所：大阪府大阪市北区豊崎六丁目2番31号（西日本JRバス大阪北営業所と同位置。旧本社所在地）
- 神戸事業所：兵庫県神戸市中央区港島四丁目6番2号（西日本JRバス神戸営業所と同位置）
- 京都事業所：京都府京都市南区吉祥院三ノ宮町120番地（西日本JRバス京都営業所と同位置）
- 金沢事業所：石川県金沢市広岡三丁目3番85号（西日本JRバス金沢営業所と同位置）

## 車両
全て安治川事業所の所属で、カラーリングは西日本ジェイアールバスの車両と揃えられているが、車体に入るロゴが西日本ジェイアールバスサービスの社章およびNishinihon JR BUS Serviceとなっている。また、車体サイドにはツバメマークが日本列島を飛び回るイラストと訪日観光キャッチコピーJapan. Endless Discoveryがあしらわれている。
車種は大型ハイデッカートイレ付き、大型スーパーハイデッカートイレ無し、大型ショートサロン付、マイクロ車いす対応車が用意されている。大型車は全て日野・セレガ、マイクロバスは日産・シビリアンである。
西日本ジェイアールバスと同様に、各車両に車番（車号）が振られている。